# No se va a llamar mi amor
«No se va a llamar mi amor» es un sencillo compuesto e interpretado por el músico y compositor argentino Charly García. Es la pista número 6 de su disco Piano bar, de 1984.

## Análisis de la letra
La letra dice "Mi amor, no te puedo amar" refiriéndose a que la canción principalmente se llamaría "Mi amor", pero en esa época no podía haber dos canciones con el mismo título en Sadaic, por lo que García, irónicamente, le puso "No se va a llamar mi amor".
En el estribillo repite, "Estás prohibida, estás prohibida, ya. Estás prohibida, pasenló en la radio", reforzando su enojo por el problema ocurrido. Luego tiene un memorable puente que dice: "Es un rock, es un blues, es una mesa de luz, es un mambo de Xuxú, un manual de Kapelusz". En este caso, Xuxú se refiere a un operador técnico de radio del plata y sonidista amigo de Charly. Mientras que Kapelusz se refiere a una editorial argentina de manuales de estudio.

## La música
La canción comienza con una guitarra acústica saturada que no se escucha muy bien, que hace los acordes Re, Do, Si , La, dos veces y luego se escucha un grito de Charly, la canción vuelve a la melodía inicial, hasta el estribillo que va desde Si menor a Fa#/Si y luego Re y culmina con Sol.

## Integrantes
- Charly García: Piano, guitarra y voz.
- Fito Páez: Teclados y coros.
- Pablo Guyot: Guitarra.
- Willy Iturri: Batería.
- Alfredo Toth: Bajo.

- Datos: Q6043936